# Invasion of the Body Snatchers (película de 1978)
Invasion of the Body Snatchers (conocida en México como Los Usurpadores de cuerpos, como La Invasión de los Exhumadores en Hispanoamérica y La invasión de los ultracuerpos en España) es una película dirigida por Philip Kaufman, adaptación de la película de ciencia ficción Invasion of the Body Snatchers (1956) dirigida por Don Siegel, ambas basadas en la novela de Jack Finney.

## Argumento
La película comienza con imágenes de unas semillas escapando de un planeta lejano, que viajan por el espacio y caen en la Tierra mezcladas con la lluvia. Se ve llover sobre una extraña flor parásita creciendo en una hoja. Uno de los protagonistas ve la flor, la recoge y se la lleva. Con esto, la historia da comienzo.
Benell (Donald Sutherland) es un inspector de sanidad muy capaz de distinguir diferencias en el comportamiento de las personas. Un día, una amiga suya y compañera de trabajo le manifiesta su preocupación por el extraño comportamiento de su marido. Al creer que todo se debe a la ansiedad le pone en manos de otro amigo suyo, un psiquiatra de gran prestigio (Leonard Nimoy). Sin embargo, la preocupación continúa agravándose. Además Benell comienza a ver que esa misma preocupación se está extendiendo por la ciudad. Todos sospechan que sus parientes o amigos ya no son los que eran. Cuando cree que todo el mundo se está volviendo loco es cuando él mismo comprueba que unas extrañas vainas de su jardín crecen y se transforman en cuerpos humanos de aspecto idéntico al suyo y el de sus amigos. Horrorizados ante tal descubrimiento tratarán juntos de detener esta extraña amenaza de origen desconocido pero será demasiado tarde. 
Los cambios argumentales respecto de la versión original son pocos, pero importantes. Además de todos los relacionados con el cambio de época (22 años después) esta versión no tiene lugar en un pequeño pueblo de California, sino en una gran urbe como San Francisco. El final también es diferente, ya que en vez del abierto de la versión de 1956, deja claro que, al final, ganan las vainas.

## Producción
Fue la idea del productor Robert H. Solo de hacer la adaptación de la película de 1956. Por ello se hizo con los derechos de esa película como los de la novela, algo que consiguió en 3 años teniendo que gastar 10.000 dólares para ello. Luego, para llevar adelante el proyecto, contrató al guionista W.D. Richter y al director Philip Kaufman para ello.
Una vez terminado el guion, Kaufman contrató a los actores principales, los cuales aceptaron sin haber siquiera leído el guion, ya que conversó intensamente y con éxito con ellos para que participasen. Una vez solucionado el problema del reparto y haber ensayado intensamente durante 4 días, empezó el rodaje. Tuvo lugar entre el 19 de febrero de 1978 y el 29 de abril del mismo año. No tuvo muchos problemas, duró un total de 49 días y se rodó completamente en localizaciones de San Francisco.
Una vez rodada Kaufman contrató a Denny Zeitlin para que compusiese la banda sonora, lo que hizo en 10 semanas teniendo que trabajar 18 y 20 horas al día. Cabe también destacar que fue la única banda sonora que hizo durante toda su carrera.

## Recepción
La película fue un éxito de taquilla. Recaudó solo en los Estados Unidos 25 millones de dólares teniendo solo un presupuesto de 3.500.000 dólares y se convirtió con el tiempo en una obra clásica del terror y en una obra de culto.

## Otras «invasiones»
En la década de 1990 se estrenó una nueva versión a cargo de Abel Ferrara titulada Secuestradores de cuerpos (1993). La diferencia principal con las anteriores estribaba en el hecho de circunscribir toda la acción a un campamento militar estadounidense. Y en 2007 se estrenó una versión más titulada The Invasion, en este caso protagonizada por Nicole Kidman y Daniel Craig. En 2019 se estrena la última versión hasta el momento titulada "assimilate" (la invasión, en castellano).
Kevin McCarthy, protagonista de la original La invasión de los ladrones de cuerpos, hace un pequeño papel en la película de 1978, concretamente se arroja sobre el coche de Donald Sutherland advirtiéndole del peligro que suponen las vainas, al igual que hacía al final de la versión original.
De igual manera Veronica Cartwright, protagonista en este largometraje de 1978, hace una pequeña aparición en la nueva versión de 2007, The Invasion, donde interpreta el papel de paciente de Nicole Kidman al comienzo del largometraje.

## Premios

### Recibidos
- 1979: Premios Saturn a mejor director.
- 1979: Premios Saturn a mejor sonido.
- 1979: Premio del Festival de Cine Fantástico de Avoriaz a Philip Kaufman.

### Nominaciones
- 1979: Premio Hugo a la mejor representación dramática.
- 1979: Writers Guild of America Award al mejor guion adaptado.
- 1979: Premios Saturn a mejor película de ciencia ficción.
- 1979: Premios Saturn a mejor actor.
- 1979: Premios Saturn a mejor actriz.
- 1979: Premios Saturn a mejor actor de reparto.
- 1979: Premios Saturn a mejores efectos especiales.
- 1979: Premios Saturn a mejor maquillaje.